# Lưu Dục Hàm
Lưu Dục Hàm (sinh ngày 17 tháng 6 năm 1995), tên tiếng Anh Liu Yu Han, là một nam diễn viên người Trung Quốc. Năm 2015, anh tham gia bộ phim truyền hình gia đình "Cha dượng là thần tượng". Vào ngày 15 tháng 12 năm 2016, bộ phim được phát sóng, anh chính thức xuất đạo với tư cách là diễn viên.

## Tiểu sử
Hồi còn nhỏ, Lưu Dục Hàm ở với bà nội, được bà nuôi lớn và khi ngồi xem TV cùng bà rất hứng thú với những màn biểu diễn trên đó. Sau giờ học, anh cũng tích cực tham gia đủ mọi hoạt động của trường. Kể từ đó, khi chỉ còn 100 ngày nữa là đến kì thi đại học, ba mẹ của anh ấy cũng đã chấp nhận lời khuyên của giáo viên và ủng hộ anh ấy thi vào trường nghệ thuật. Khi còn cách kì thi 90 ngày, Lưu Dục Hàm tham gia vào một khóa đào tạo, học múa dân gian, mỗi ngày đều học từ 5h đến 10h tối, không ngừng luyện tập, không ngừng củng cố. Cuối cùng, anh nhận được thông báo nhập học của Học viện Hý Kịch Trung ương, đồng thời còn nhận được sự ưu ái từ các chuyên ngành biểu diễn của Học viện Hý Kịch Thượng Hải và Học viện Điện ảnh Bắc Kinh.

## Kinh nghiệm
Vào ngày 15 tháng 12 năm 2016, bộ phim đô thị gia đình "Cha dượng của tôi là một thần tượng" được phát sóng. Trong bộ phim, anh ấy chính thức ra mắt với nhân vật tên Hàn Đông Đông, một anh chàng đẹp trai nhưng có chút ngơ ngơ và cẩu thả. Vào ngày 27 tháng 3 năm 2018, tham gia bộ phim truyền hình "Tam Quốc cơ mật", đóng vai Tào Trí (con của Tào Tháo), một người thẳng thắn, bộc trực và không bị chi phối bởi lợi ích.
Vào ngày 9 tháng 8 năm 2019, bộ phim khoa học viễn tưởng "On The Road" được phát sóng, trong phim anh đóng vai Vương Bác Duy kiên cường và ấm áp. Ngày 10 tháng 10, đóng vai nam chính trong bộ phim thần tượng tình yêu thanh xuân ngọt ngào "Vô cùng thích anh" được chuyển thể từ tiểu thuyết "Ba năm hai lớp", một chàng trai lạnh lùng và mềm yếu, là học bá của trường - Tả Ngạn.

## Đánh giá
Là một trong những tiểu sinh sinh sau 95 trong giới giải trí, khuôn mặt của anh đúng nghĩa là "diễn viên trẻ có kinh nghiệm". Anh ấy đánh đâu chắc đấy, ít phim nhưng chất lượng mỗi bộ đóng đều cao, trong "Cha dượng tôi là thần tượng" đóng vai một thiếu niên ấm áp và đáng yêu Hàn Đông Đông, sang đến "Tam Quốc cơ mật" lại là một nhân tài nho nhã Tào Trí, mỗi một nhân vật đều được anh tìm hiểu một cách nghiêm túc, diễn bằng cả trái tim. Trong bộ phim thanh xuân "Vô cùng thích anh", ngay cả những chi tiết nhỏ nhặt nhất cũng được nghiên cứu và tìm ra, tính cách ngoài lạnh trong nóng của Tả Ngạn được thể hiện thật tự nhiên và sống động.
Trong bộ phim truyền hình "Tam Quốc cơ mật", cả trong phim lẫn ngoài đời đều tiết lộ tính cách nho nhã và tài trí hơn người của Lưu Dục Hàm, ngoại hình tuấn tú khôi ngô, tạo hình cổ trang tao nhã, tất cả đều dựa vào ngoại hình ấm áp và có tạo hình phù hợp.
Trong một loạt các bức ảnh từ Studio, dưới ánh mặt trời mùa thu ấm áp, thiếu niên tìm thấy một nơi tự do tự tại, lặng lẽ cầm một quyển sách, mặt mũi sạch sẽ, sáng sủa, thanh thản cùng với thái độ phiêu du tự tại, hơi thở chậm rãi, khí chất thanh lịch, tươi mát và khuôn mặt sạch sẽ, thư sinh.

## Danh sách phim

### Phim truyền hình
| Năm        | Tựa đề                              | Vai diễn                   | Bạn diễn         | Chú thich |
| ---------- | ----------------------------------- | -------------------------- | ---------------- | --------- |
| 2016       | Cha Dượng Của Tôi Là Một Thần Tượng | Hàn Đông Đông              |                  | Vai phụ   |
| 2018       | Tam Quốc Cơ Mật                     | Tào Trí (con của Tào Tháo) |                  | Vai phụ   |
| 2019       | On The Road                         | Vương Bác Duy              |                  | Vai phụ   |
| 2019       | Vô Cùng Thích Anh                   | Tả Ngạn                    | Lỗ Chiếu Hoa     | Vai chính |
| 2020       | Chung cực bút ký                    | Giải Vũ Thần               |                  | Vai phụ   |
| 2021       | Thập Nhị Đàm (Mười Hai Câu Truyện)  | Lộ Cẩn Chi                 | Cảnh Như Dương   | Vai phụ   |
| 2021       | Bạch Ngọc Tư Vô Hà                  | Giang Thiên Lăng           | An Đông Đông     | Vai phụ   |
| Chưa chiếu | Hồ Lý Tại Thủ                       | Ngự Lâm Phong              | Phan Nguyệt Đồng | Vai phụ   |
| Chưa chiếu | Dạ Yến Bạch                         | Ti Mã Phồn                 |                  | Vai phụ   |
| Chưa chiếu | Bước Nhảy Thanh Xuân                | Lăng Thần                  | Đinh Nhất Nhất   | Vai chính |
| Đang quay  | Băng Qua Lời Nói Dối Ôm Lấy Em      | Lục Nhất Trạch             | Thang Mẫn        | Vai chính |

## Chương trình tạp kỹ
| Thời gian chiếu | Tên chương trình                                                     | Giới thiệu                                   |
| --------------- | -------------------------------------------------------------------- | -------------------------------------------- |
| 8/2/2020        | Chương trình đặc biệt Lễ hội đèn lồng của truyền hình vệ tinh Hồ Nam | Kịch "Đám cưới chớp nhoáng"                  |
| 15/5/2021       | Nghệ Năng Tài Ba                                                     | Tập 16: Tuyên truyền phim Bạch Ngọc Tư Vô Hà |
| 25/7/2021       | Nghệ Năng Tài Ba                                                     | Tập 26: Tuyên truyền phim Hồ Ly Tại Thủ      |

## Fandom
Tên Fandom: Hàm nhỏ - Bức tranh lúc bình minh (晗片)
Khẩu hiệu: Hàm quang tỏa sáng, cùng nhau dạo bước (晗光闪耀，昱你同行)
Màu tiếp ứng: Tím tuyết - Tuyết thanh tử <Snow Blue> (Mã màu RGB: 177, 166, 223)